# بیدژان
بیدژان (روسی: Биджан) یک رودخانه در استان خودگردان یهودی کشور روسیه است.